# Astragalus vexillaris
Astragalus vexillaris är en ärtväxtart som beskrevs av Pierre Edmond Boissier. Astragalus vexillaris ingår i släktet vedlar, och familjen ärtväxter. Inga underarter finns listade i Catalogue of Life.